# Stefan Essmanowski
Stefan Tadeusz Essmanowski (ur. 8 sierpnia 1898 w Miechowie, zm. 2 marca 1942 w Treblince) – polski poeta, publicysta i krytyk literacki, tłumacz, profesor Państwowego Instytutu Sztuki Teatralnej.

## Życiorys
Urodził się 8 sierpnia 1898 w Miechowie, w rodzinie Józefa i Leokadii z Kamińskich. W 1917 zdał maturę. Ukończył studia romanistyczne na Uniwersytecie Jagiellońskim w Krakowie (doktorat w 1922 na podstawie rozprawy pt. O sielankopisarzach polskich). Pracował jako nauczyciel gimnazjalny (egzamin zawodowy zdał w 1924). W latach 1919–1920 był przedstawicielem redakcji „Zdroju” w Krakowie. W 1920 kierował Teatrem Plebiscytowym na Spiszu. W latach 1928–1929 współredagował czasopismo „Tęcza” w Poznaniu i wykładał w oddziale dramaturgicznym Wielkopolskiej Szkoły Muzycznej. Od 1930 zamieszkał na stałe w Warszawie, gdzie został m.in. wykładowcą na wydziale sztuki reżyserskiej Państwowego Instytutu Sztuki Teatralnej. W 1934 opracował jubileuszowe wydanie Pana Tadeusza A. Mickiewicza. W 1938 był redaktorem działu oświatowego i kulturalnego w Roczniku P.A.T.
W 1923 opublikował tomik poezji pod pseudonimem Stefan Jazgota. Publikował artykuły przeglądowe dotyczące literatury hiszpańskiej i włoskiej na łamach „Wiadomości Literackich” (od 1929) i „Rocznika Literackiego” (1932–1935). Ponadto ogłosił m.in. artykuły o organizacji studiów reżyserskich w Polsce („Życie Sztuki”, 1935), o Emilu Zegadłowiczu („Wiadomości Literackie”, 1932), o dziejach czasopisma literacko-artystycznego „Czartak” („Polonista”, 1931).  
Podczas okupacji niemieckiej uczył na tajnych kompletach. Był członkiem konspiracyjnej organizacji wojskowej Komenda Obrońców Polski. W kwietniu 1941 został aresztowany przez Gestapo i osadzony na Pawiaku. Rozstrzelany przez Niemców 2 marca 1942, na terenie położonym obok Karnego Obozu Pracy Treblinka I. Symboliczny grób znajduje się w Palmirach pod Warszawą.

## Przekłady[2]
- Charles Dickens, Oliwer Twist, Warszawa 1937
- Robert Graves, Klaudiusz, Warszawa 1938 [wydania następne pt. Ja, Klaudiusz]
- Wiktor Hugo, Nędznicy, Warszawa 1938
- Robert Graves, Klaudiusz i Messalina, Warszawa 1939
- Lope de Vega, Owcze źródło, ok. 1939